# Schlüssel Petri

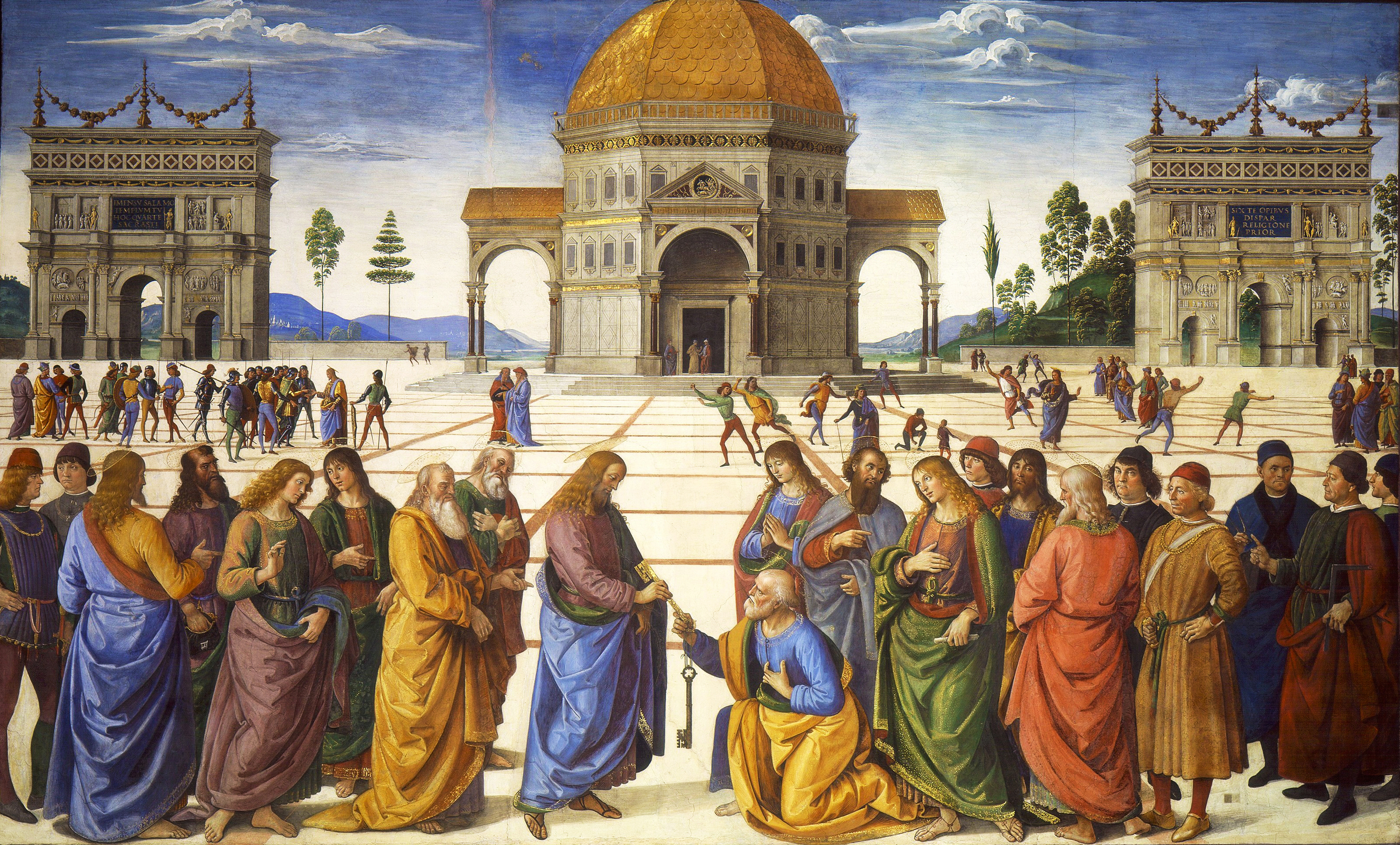
Christus übergibt Petrus den Schlüssel, Fresko von Pietro Perugino, 1481–82

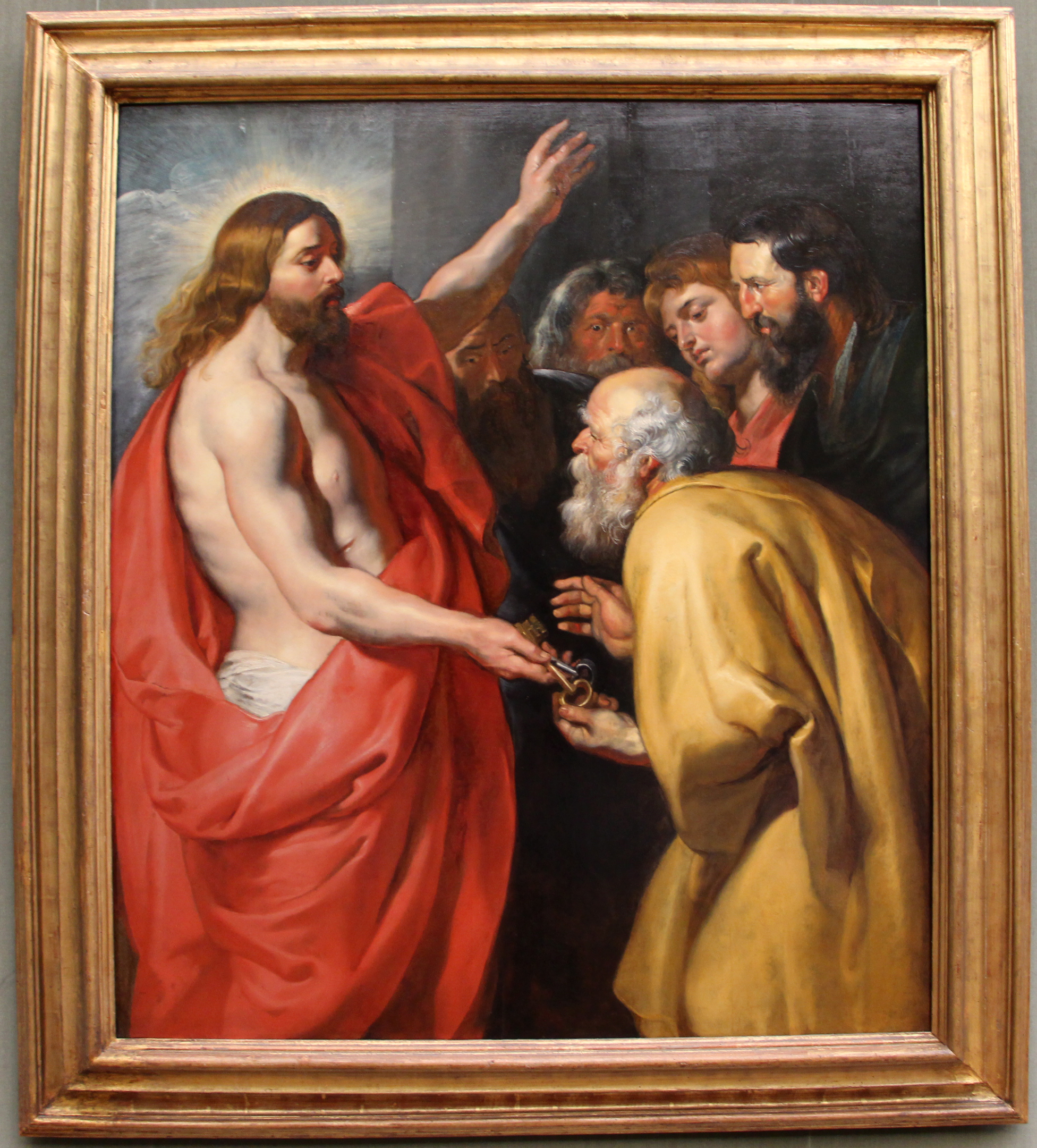
Rubens, Schlüsselübergabe, um 1615. Berlin, Gemäldegalerie

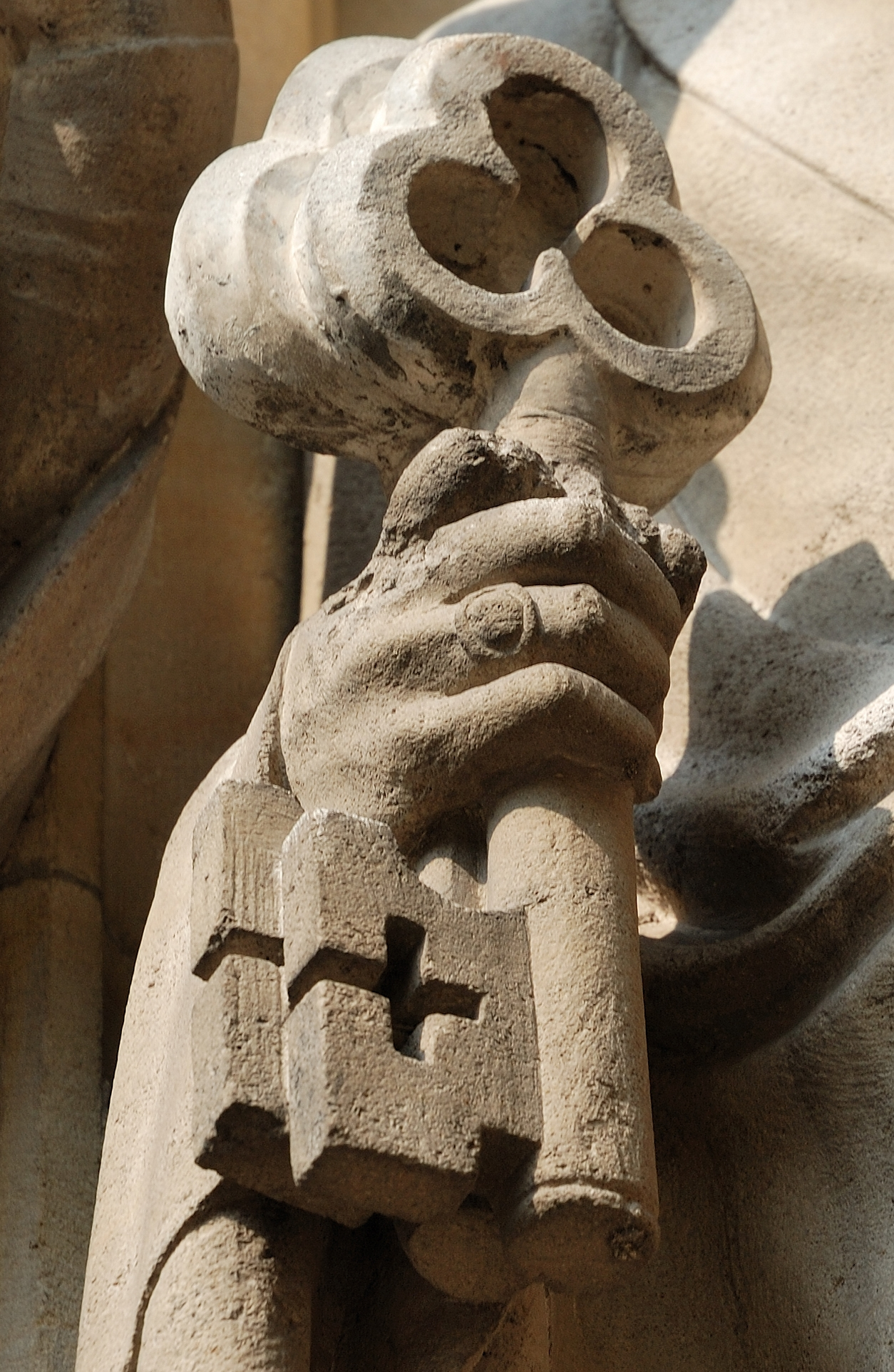
Schlüsselattribut der Petrus-Figur an der Überwasserkirche Münster, 19. Jh.

Die Schlüssel Petri (auch: päpstliche Schlüssel) sind das Attribut des Apostels Petrus sowie ein Symbol der Bindegewalt des Papstes als Nachfolger Petri und Stellvertreter Jesu Christi auf Erden. Heute werden sie vor allem als heraldisches Element etwa im Päpstlichen Wappen, im Wappen der Vatikanstadt sowie im Wappen des Heiligen Stuhls (und mit letzterem auch in der Flagge der Vatikanstadt) verwendet, aber auch in den Wappen verschiedener Städte, Bistümer, Abteien usw., die einen besonderen Bezug zum heiligen Petrus haben.

## Ikonographie der Schlüsselübergabe
Grundlage der szenischen Darstellungen in der christlichen Kunst ist die Bibelstelle Mt 16,19: Ich will dir die Schlüssel des Himmelreichs geben: Was du auf Erden binden wirst, soll auch im Himmel gebunden sein, und was du auf Erden lösen wirst, soll auch im Himmel gelöst sein, in der Christus Simon Petrus nach dessen Bekenntnis von Caesarea im Kreis der Apostel symbolisch die sakramentale Macht des Bindens und Lösens verleiht. Früheste Beispiele stammen bereits aus spätkonstantinischer Zeit in Rom. Bis ins Mittelalter ist das Motiv oft begleitet von einer Darstellung der Gesetzesübergabe (traditio legis). Später ist die Übergabe ein beliebter Bildvorwurf in der italienischen Renaissancekunst (Peruginos Fresko in der Sixtinischen Kapelle, 1481). Verständlicherweise gewinnt das Thema in der Gegenreformation und ihrer Verteidigung des päpstlichen Primats an Bedeutung (Bernini 1649, Rubens 1615). 1820 greift Ingres das Thema unter Benutzung raffaelesker Motive noch einmal auf.

## Gestalt und Symbolik der einzeln dargestellten Schlüssel
Die Schlüssel Petri als selbständiges Symbol werden meist paarweise wiedergegeben, als Attribut Petri aber durchaus auch einzeln. Die Bärte weisen häufig ein Kreuz in Negativdarstellung auf. Daneben sind auch andere Bartformen üblich; in seltenen Fällen sind die Bärte als die Buchstaben S und R ausgebildet, was als Sacerdotium und Regnum (Priestertum und Herrschaft), aber auch als solve et retine (löse und binde) gedeutet wird.
Soweit sie in unmittelbarem Zusammenhang mit dem Papst oder dem Heiligen Stuhl verwendet werden, hat es sich seit der frühen Neuzeit eingebürgert, je einen Schlüssel in den heraldischen Farben Gold und Silber darzustellen, wobei ihre Position je nach Verwendungszweck unterschiedlich sein kann. Die Schlüsselbärte liegen stets oben, zeigen nach unten bzw. außen und weisen das genannte Kreuzmuster auf. Überdies sind die Schlüssel mit einer mit Quasten versehenen Kordel zusammengebunden, deren genaue Gestaltung sich ebenfalls je nach Verwendungszweck unterscheidet.

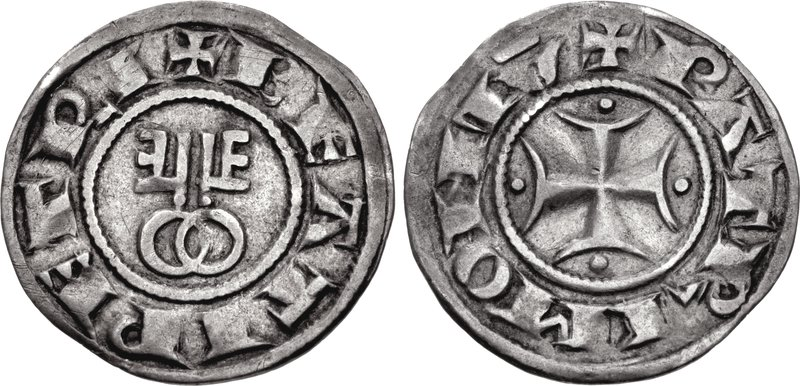
Die Sedisvakanzmünze „Grosso Paparino“ wurde nach dem Tod von Papst Clemens IV. ab 1268 geprägt. Sie zeigt die Schlüssel Petri.

Sämtliche Sedisvakanzmünzen des Kirchenstaats und des Vatikans zeigen unter anderem die Schlüssel Petri. Das gilt auch für den Giulio des Kirchenstaats.
Zur Bedeutung dieses Schlüsselsymbols gibt es verschiedene Erklärungsvarianten:
- Der goldene Schlüssel kann für das Himmelreich („Ich werde dir die Schlüssel des Himmelreichs geben;“ (Mt 16,19 EU)), der silberne dagegen für das irdische Reich stehen.
- Er versinnbildlicht die Bindegewalt und der silberne Schlüssel die Lösegewalt („Was du auf Erden bindest, soll auch im Himmel gebunden sein, und was du auf Erden löst, soll auch im Himmel gelöst sein“ (Mt 16,19 EU)). Die Schlüssel werden dann auch als Binde- und Löseschlüssel bezeichnet.
- Der goldene Schlüssel steht zudem für die päpstliche Lösegewalt (Sündenvergebung)[4] und der silberne für den Bannstrahl (Exkommunikation)[5].

Wappen des Heiligen Stuhls
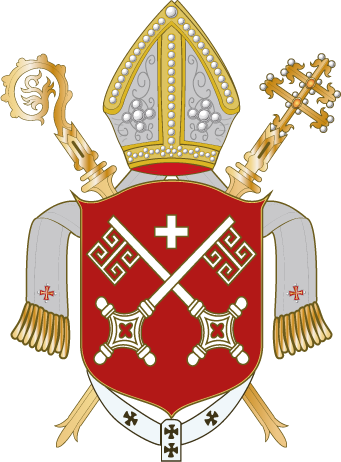
Wappen des Erzbistums Bremen
Wappen des Bistums Belleville
Wappen von Buxtehude
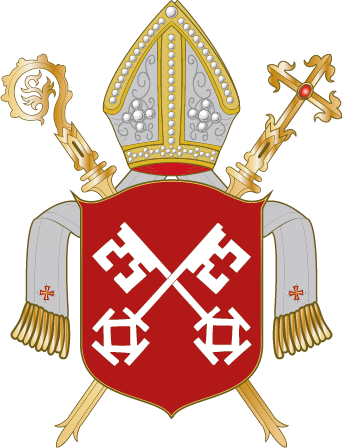
Wappen des Bistums Minden
Wappen von Petershagen
Wappen von Regensburg
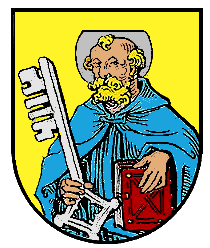
Wappen von Grünstadt-Sausenheim
Wappen von Obersiggenthal
Wappen von Untersiggenthal (Schweiz) als Ikonografisches Heiligenattribut Petri